# Xu Jing (arciera)
Xu Jing (徐晶S, Xú JīngP; Shandong, 6 settembre 1990) è un'arciera cinese, vincitrice della medaglia d'argento a squadre ai Giochi di Londra 2012.

## Palmarès
- Giochi olimpici

2012 - Londra: argento a squadre.